# David Mamet
David Alan Mamet (Chicago, 30 november 1947) is een Amerikaanse scenario- en toneelschrijver. Hij regisseerde ook zelf enkele films. In 1984 won Mamet de Pulitzerprijs.

## Theatercarrière
David Mamet is een oprichter van het theatergezelschap Atlantic Theater Company. Gedurende de jaren 70 ontving hij als schrijver goede kritieken voor de toneelstukken The Duck Variations, Sexual Perversity in Chicago en American Buffalo. Het toneelstuk Glengarry Glen Ross leverde hem in 1984 de Pulitzerprijs op.
Zijn eerste scenario dat verfilmd werd, dateert van 1981. Hij schreef toen The Postman Always Rings Twice, gebaseerd op de gelijknamige roman uit 1934 van auteur James M. Cain. Het scenario voor de film The Verdict schreef hij eind jaren 70 en is daardoor het eerste screenplay dat hij ooit schreef. Het werd pas enkele jaren later verfilmd door Sidney Lumet en met Paul Newman in de hoofdrol. Het leverde Mamet een eerste Academy Award-nominatie op.
In 1987 debuteerde Mamet als regisseur. Hij regisseerde House of Games, een psychologische thriller met zijn echtgenote Lindsay Crouse en Joe Mantegna. Naast het schrijven van scenario's verdiende Mamet ook geld met het herschrijven van enkele grote filmproducties. Dit deed hij soms onder een pseudoniem. Zo bewerkte hij het scenario van Ronin onder de naam "Richard Weisz". Regisseur Spike Lee vond zijn versie van Malcolm X dan weer niet goed genoeg.
Begin jaren 90 werd Mamet genomineerd voor de Gouden Palm op het filmfestival van Cannes. In 1992 schreef hij zelf een film gebaseerd op zijn toneelstuk Glengarry Glen Ross. De film verzamelde een cast bestaande uit onder meer Al Pacino, Kevin Spacey, Ed Harris, Jack Lemmon, Alan Arkin, Jonathan Pryce en Alec Baldwin en wordt vaak geprezen als een van zijn beste films. Zijn tweede Oscarnominatie ontving Mamet in 1998 voor de satire Wag the Dog.

## Filmografie

### Enkel als scenarist
- 1979 - A Life in the Theater (TV)
- 1981 - The Postman Always Rings Twice
- 1982 - The Verdict
- 1986 - About Last Night...
- 1987 - The Untouchables
- 1987 - Black Widow
- 1987 - Hill Street Blues (TV)
- 1989 - We're No Angels
- 1989 - The Play on One (TV)
- 1991 - Uncle Vanya (TV)
- 1992 - Glengarry Glen Ross
- 1992 - Hoffa
- 1992 - The Water Engine (TV)
- 1993 - Vanya on 42nd Street
- 1993 - A Life in the Theater (TV)
- 1996 - American Buffalo
- 1997 - Wag the Dog
- 1997 - The Edge
- 1998 - Ronin
- 1999 - Lansky (TV)
- 2001 - Hannibal
- 2005 - Edmond
- 2008 - A Waitress in Yellowstone
- 2010 - Come Back to Sorrento
- 2011 - The Prince of Providence

### Als regisseur
- 1987 - House of Games
- 1988 - Things Change
- 1991 - Homicide
- 1994 - Oleanna
- 1996 - Ricky Jay and His 52 Assistants
- 1997 - The Spanish Prisoner
- 1999 - The Winslow Boy
- 2000 - State and Main
- 2001 - Heist
- 2004 - Spartan
- 2004 - The Shield (TV)
- 2006 - The Unit (TV)
- 2008 - Redbelt

- Bibsys: 90077269
- Biblioteca Nacional de Chile: 000213749
- Biblioteca Nacional de España: XX1118892
- Bibliothèque nationale de France: cb12035517c (data)
- Catàleg d'autoritats de noms i títols de Catalunya: 981058512889606706
- CiNii: DA01410245
- Gemeinsame Normdatei: 11901730X
- International Standard Name Identifier: 0000 0001 0900 3230
- Library of Congress Control Number: n77012756
- Nationale Bibliotheek van Letland: 000036310
- MusicBrainz: 526f5973-9501-4788-b69c-e35ca7462095
- Bibliotheek van het Japanse parlement: 00514788
- Nationale Bibliotheek van Tsjechië: jn20000603881
- Nationale bibliotheek van Australië: 35776301
- Nationale Bibliotheek van Israël: 987007264806405171
- Nationale en Universitaire bibliotheek Zagreb: 000021720
- Nederlandse Thesaurus van Auteursnamen: 073088781
- Réseau des bibliothèques de Suisse occidentale: 02-A003555452
- LIBRIS: 218418
- SNAC: w6z60tn1
- Système universitaire de documentation: 028539397
- Trove: 1082071
- Virtual International Authority File: 51706396
- WorldCat: E39PBJtcDHJYqqvw93mJGDGj4q